# Volkswagen Virtus
Volkswagen Virtus (укр. Фольксваген Віртус) — субкомпактний автомобіль німецького автоконцерну Volkswagen, що знаходиться у виробництві з 2018 року.

## Історія

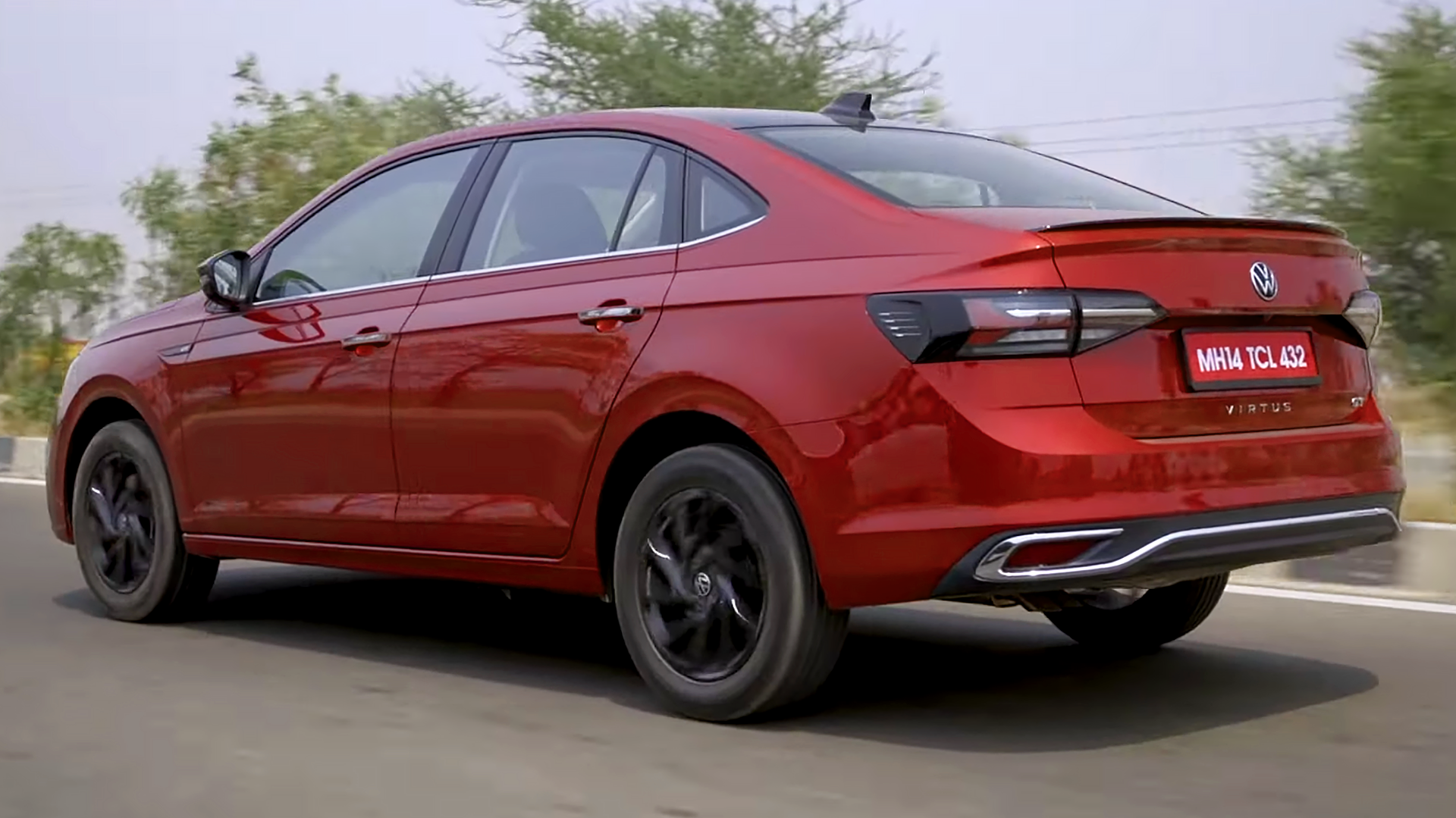

Вперше автомобіль Volkswagen Virtus був представлений у Бразилії 16 листопада 2017 року. Являє собою автомобіль, дуже схожий на Фольксваген Поло Седан, але з сучасною обробкою і комфортабельним салоном.

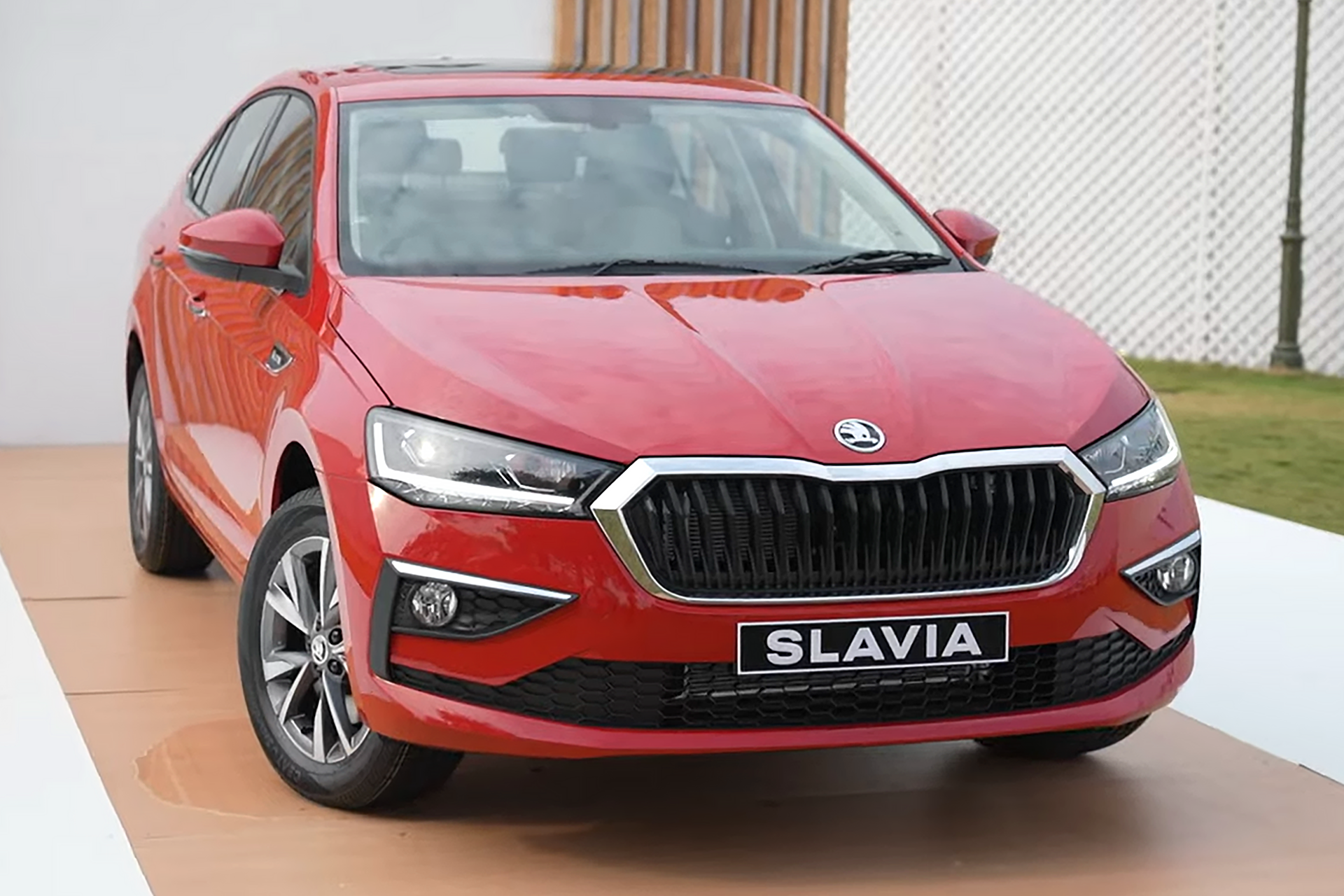
Škoda Slavia 1.5 TSI Style

З лютого 2018 року автомобіль виробляється в Аргентині, з серпня 2019 року — в Мексиці, з 8 березня 2022 року — в Індії під назвою Škoda Slavia.

## Двигуни
- 1.0 L TSI I3
- 1.4 L TSI I4
- 1.5 L MPI I4
- 1.5 L TSI I4
- 1.6 L MSI I4

## Продажі
| рік  | Бразилія | Мексика |
| ---- | -------- | ------- |
| 2018 | 41,640   |         |
| 2019 | 46,883   | 4,898   |
| 2020 | 30,886   | 6,769   |
| 2021 | 20,571   | 8,552   |